# Porotrichum neckeroides
Porotrichum neckeroides là một loài rêu trong họ Neckeraceae. Loài này được (Hook.) R.S. Williams mô tả khoa học đầu tiên năm 1901.